# Isostaticità

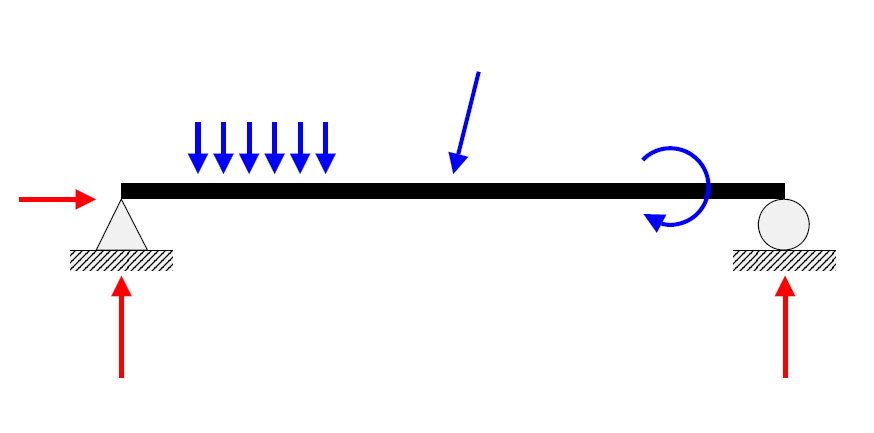
Esempio di sistema isostatico

L'isostaticità, nell'ambito della Scienza delle costruzioni e della Meccanica, indica che un generico corpo nello spazio possiede un numero di gradi di vincolo pari al numero dei suoi gradi di libertà.

## Esempio monodimensionale
Un treno, viaggiando su rotaia possiede un grado di libertà, rappresenta una struttura labile. Le sue ruote rappresentano un vincolo di tipo "carrello" detto anche appoggio semplice.
Se però agisce un freno (anche di una sola ruota), dopo breve tempo il treno si ferma: la ruota frenata rappresenta una cerniera (parziale se il treno si muove; cerniera perfetta quando il treno è fermo).

## Esempio bidimensionale
Una bicicletta viaggia su una strada d'asfalto.
La sua posizione è individuata dalla posizione delle due ruote, le due coordinate della ruota anteriore e una delle due coordinate della ruota posteriore. La seconda coordinata potrà essere calcolata conoscendo la lunghezza della bicicletta (dato che è un corpo rigido).
La bicicletta ha 3 gradi di libertà. Per fermarla completamente dobbiamo introdurre 3 gradi di vincolo. Ad esempio frenando una delle due ruote (fissare due coordinate significa privare la bicicletta di due gradi di libertà, o conferire due gradi di vincolo) e bloccando la rotazione del manubrio (terzo grado di vincolo).
Il telaio della bicicletta, a questo punto è isostatico.

## Esempio tridimensionale
Il nostro braccio teso, fermo, è un valido esempio di una struttura isostatica spaziale.
Si tratta di una mensola, incastrata all'altezza della spalla. Il fatto che la spalla sia immobile rispetto al suolo implica che le sue tre coordinate spaziali siano fisse. I muscoli e tendini fanno in modo che l'angolo (azimutale e zenitale) fra braccio e busto rimanga invariato.

## Considerazioni
- La particolarità delle strutture isostatiche è che i vincoli sono appena sufficienti per l'equilibrio statico.
- Se per una qualunque ragione un vincolo non dovesse funzionare, la struttura diventerebbe labile, ovvero suscettibile di movimento, con conseguente rischio di collasso (totale o parziale, a seconda dei casi).
- Il notevole vantaggio di una struttura isostatica è il modo di sopportare le sollecitazioni termiche senza generare stati di coazione interna, tipici delle strutture iperstatiche.

Spesso i ponti a campata unica (ma talvolta anche ponti a più campate) sono strutture isostatiche, proprio per consentire all'opera la libera dilatazione conseguente alle escursioni termiche giornaliere e stagionali.